# Conus beatrix
Conus beatrix es una especie de gastrópodo marino del género Conus, perteneciente la familia Conidae.
La picadura de estos caracoles marinos es capaz de causar la muerte al hombre por lo que los ejemplares vivos y no vivos deben  se ser tratados con cuidado ya que la muerte del animal no neutraliza el veneno que producen

## Distribución
Conus beatrix solo ha sido señalado para las aguas de los mares de Filipinas